# Liga mistrů CAF 2011
Ročník 2011 Ligy mistrů CAF byl 15. ročníkem klubové soutěže pro nejlepší africké fotbalové týmy. Vítězem se stal tým Espérance ST, který postoupil na Mistrovství světa ve fotbale klubů 2011.

## Předkolo
Zápasy hrány v termínu od 28. ledna do 6. března.
| Domácí v 1. zápase        | Celkem         | Hosté v 1. zápase         | 1. zápas | 2. zápas |
| ------------------------- | -------------- | ------------------------- | -------- | -------- |
| ASFAN Niamey              | 0:3            | Jeunesse Club d’Abidjan   | 0:0      | 0:3      |
| Saint Michel d'Ouenzé     | 0:3            | FC Enyimba                | 0:1      | 0:2      |
| US Bitam                  | 0:0 (5:3 pen.) | Les Astres FC             | 0:0      | 0:0      |
| Olympic Real de Bangui    | 1:3            | MC Alger                  | 1:1      | 0:2      |
| Inter Luanda              | –              | Township Rollers1         | –        | –        |
| East End Lions            | 0:4            | Djoliba AC                | 0:2      | 0:2      |
| ASC Diaraf                | 3:1            | Gambia Ports Authority FC | 1:1      | 2:0      |
| ASPAC FC                  | 2:1            | Deportivo Mongomo         | 1:0      | 1:1      |
| ASEC Mimosas              | 9:0            | CF Cansado                | 7:0      | 2:0      |
| Motor Action FC           | 1:1 (4:3 pen.) | CNaPS Sport               | 0:1      | 1:0      |
| Raja Casablanca           | –              | Tourbillon FC             | 10:1     | 2–       |
| Ulinzi Stars              | 0:5            | Zamalek SC                | 0:4      | 0:1      |
| APR FC                    | 2:6            | Club Africain Tunis       | 2:2      | 0:4      |
| Clube Recreativo da Caála | 2:1            | Saint-George SA           | 2:0      | 0:1      |
| Elan Club                 | 2:4            | Simba SC                  | 0:0      | 2:4      |
| Mighty Barolle            | 1:3            | Kano Pillars              | 1:2      | 0:1      |
| Wydad Casablanca          | 3:1            | Aduana Stars              | 3:0      | 0:1      |
| Fello Star Labé           | 1:4            | ASFA-Yennenga Ouagadougou | 1:1      | 0:3      |
| Vital'O FC                | 3:3 (v)        | Cotonsport Garoua         | 2:2      | 1:1      |
| Zanzibar Ocean View       | 1:4            | AS Vita Club              | 1:1      | 0:3      |
| Supersport United         | 3:2            | Matlama FC                | 2:0      | 1:2      |
| Young Buffaloes           | 4:2            | Saint Michel United       | 3:0      | 1:2      |
| ZESCO United              | 4:2            | Liga Muçulmana de Maputo  | 3:0      | 1:2      |

1 Township Rollers se vzdali účasti.

2 Tourbillon FC odvetu vzdal.

## 1. kolo
Hráno v termínu od 18. března do 3. dubna.
| Domácí v 1. zápase          | Celkem         | Hosté v 1. zápase         | 1. zápas | 2. zápas |
| --------------------------- | -------------- | ------------------------- | -------- | -------- |
| Jeunesse Club d’Abidjan     | –1             | Al-Ittihad Tripolis       | –        | –        |
| US Bitam                    | 1:2            | FC Enyimba                | 0:0      | 1:2      |
| Dynamos FC                  | 4:4 (v)        | MC Alger                  | 4:1      | 0:3      |
| Al-Merrikh Khartum          | 2:2 (2:3 pen.) | Inter Luanda              | 2:0      | 0:2      |
| ASC Diaraf                  | 4:1            | Djoliba AC                | 3:0      | 1:1      |
| Espérance Sportive de Tunis | 5:2            | ASPAC FC                  | 5:0      | 0:2      |
| Motor Action FC             | 1:1 (2:4 pen.) | ASEC Mimosas              | 0:0      | –2       |
| Stade Malien                | 2:2 (v)        | Raja Casablanca           | 2:1      | 0:1      |
| Club Africain Tunis         | –              | Zamalek SC                | 4:2      | 1:23     |
| Al-Hilal Khartum            | 4:1            | Clube Recreativo da Caála | 3:0      | 1:1      |
| TP Mazembe                  | 6:3            | Simba SC                  | 3:1      | 3:2      |
| Wydad Casablanca            | 2:0            | Kano Pillars              | 2:0      | 0:0      |
| ES Sétif                    | 6:3            | ASFA-Yennenga Ouagadougou | 2:0      | 4:3      |
| AS Vita Club                | 0:2            | Cotonsport Garoua         | 0:1      | 0:1      |
| Al-Ahly SC                  | 2:1            | Supersport United         | 2:0      | 0:1      |
| ZESCO United                | 7:0            | Young Buffaloes           | 5:0      | 2:0      |

1 Zápas se měl hrát kvůli politickým situacím v Libyi a v Pobřeží slonoviny na neutrální půdě, ale Abidjan se nakonec vzdal účasti.

2 Hráno pouze na jeden zápas kvůli politické situaci v Pobřeží slonoviny.

3 Zápas nedohrán kvůli řádění fanoušků. Výsledek zůstal v platnosti a CA Tunis tak postoupil.

## 2. kolo
Hráno v termínu od 22. dubna do 13. května. Poražení z této fáze postoupili do 3. kola Poháru CAF.
| Domácí v 1. zápase          | Celkem         | Hosté v 1. zápase   | 1. zápas | 2. zápas |
| --------------------------- | -------------- | ------------------- | -------- | -------- |
| FC Enyimba                  | 1:0            | Al-Ittihad Tripolis | 1:0      | –1       |
| Inter Luanda                | 3:4            | MC Alger            | 1:1      | 2:3      |
| Espérance Sportive de Tunis | 6:0            | ASC Diaraf          | 5:0      | 1:0      |
| Raja Casablanca             | 1:1 (5:4 pen.) | ASEC Mimosas        | 1:1      | –2       |
| Al-Hilal Khartum            | –              | Club Africain Tunis | 1:0      | 1:13     |
| Wydad Casablanca            | 1:2            | TP Mazembe          | 1:0      | 0:2      |
| Cotonsport Garoua           | 4:3            | ES Sétif            | 4:1      | 0:2      |
| ZESCO United                | 0:1            | Al-Ahly SC          | 0:0      | 0:1      |

1 Hráno na jeden zápas kvůli politické situaci v Libyi.

2 Hráno na jeden zápas kvůli politické situaci v Pobřeží slonoviny.

3 Zápas předčasně ukončen kvůli řádění fanoušků CA Tunis. Výsledek zůstal v platnosti a Al-Hilal postoupil.

## Speciální baráž
14. května 2011 bylo zjištěno, že za TP Mazembe (obhájce titulu) nastoupil ve 1. a 2. kole hráč, který nastoupit nesměl. TP Mazembe, které v té době mělo jistý postup do základní skupiny, bylo diskvalifikováno. O uvolněné místo v základní skupině se dne 28. května utkaly na neutrální půdě jím původně vyřazené dva týmy.
| Tým #1           | Výsledek | Tým #2 |
| ---------------- | -------- | ------ |
| Wydad Casablanca | 3–0      | Simba  |

## Základní skupiny
Zápasy hrány od 15. července do 18. září. První dva týmy z každé skupiny postoupily do semifinále.

### Skupina A
| Tým             | Z | V | R | P | VG | IG | +/- | B  |
| --------------- | - | - | - | - | -- | -- | --- | -- |
| Enyimba         | 6 | 4 | 2 | 0 | 11 | 5  | +6  | 14 |
| Al-Hilal        | 6 | 2 | 2 | 2 | 6  | 7  | -1  | 8  |
| Coton Sport     | 6 | 2 | 1 | 3 | 7  | 8  | -1  | 7  |
| Raja Casablanca | 6 | 0 | 3 | 3 | 1  | 5  | -4  | 3  |

|                 | HIL | COT | ENY | RCA |
| --------------- | --- | --- | --- | --- |
| Al-Hilal        | –   | 2–1 | 1–2 | 1–0 |
| Coton Sport     | 2–0 | –   | 2–3 | 2–1 |
| Enyimba         | 2–2 | 2–0 | –   | 2–0 |
| Raja Casablanca | 0–0 | 0–0 | 0–0 | –   |

### Skupina B
| Tým              | Z | V | R | P | VG | IG | +/- | B  |
| ---------------- | - | - | - | - | -- | -- | --- | -- |
| Espérance ST     | 6 | 2 | 4 | 0 | 9  | 4  | +5  | 10 |
| Wydad Casablanca | 6 | 1 | 4 | 1 | 11 | 9  | +2  | 7  |
| Al-Ahly SC       | 6 | 1 | 4 | 1 | 7  | 6  | +1  | 7  |
| MC Alger         | 6 | 1 | 2 | 3 | 4  | 12 | -8  | 5  |

|                  | AHL | EST | MCA | WAC |
| ---------------- | --- | --- | --- | --- |
| Al-Ahly SC       | –   | 1–1 | 2–0 | 3–3 |
| Espérance ST     | 1–0 | –   | 4–0 | 0–0 |
| MC Alger         | 0–0 | 1–1 | –   | 3–1 |
| Wydad Casablanca | 1–1 | 2–2 | 4–0 | –   |

## Semifinále
Úvodní zápasy 1. a 2. října, odvety 14. října.
| Domácí v 1. zápase | Celkem | Hosté v 1. zápase           | 1. zápas | 2. zápas |
| ------------------ | ------ | --------------------------- | -------- | -------- |
| Wydad Casablanca   | 1:0    | FC Enyimba                  | 1:0      | 0:0      |
| Al-Hilal Khartum   | 0:3    | Espérance Sportive de Tunis | 0:1      | 0:2      |

## Finále
Úvodní zápas 6., odveta 12. listopadu.
| Domácí v 1. zápase | Celkem | Hosté v 1. zápase           | 1. zápas | 2. zápas |
| ------------------ | ------ | --------------------------- | -------- | -------- |
| Wydad Casablanca   | 0:1    | Espérance Sportive de Tunis | 0:0      | 0:1      |

| Liga mistrů CAF 2011 ES Tunis Druhý titul |